# Christian Bartholomae
Christian Bartholomae (21 de enero de 1855, Thurnau, Reino de Baviera - 9 de agosto de 1925, Langeoog, Frisia Oriental) fue un lingüista alemán, especialista en lingüística comparada de las lenguas indoeuropeas y, más particularmente, de las lenguas indoiranias.

## Biografía
Friedrich Christian Leonhard Bartholomae completó sus estudios universitarios de 1872 a 1877 en las universidades de Munich, Erlangen y Leipzig.
Enseñó sucesivamente en las universidades de Halle-Wittenberg (1879), Münster (1885), Giessen (1889) y Heidelberg (1909-1924).
Su nombre está asociado con la ley de Bartholomae, una ley fonética sobre el consonantismo de las lenguas indoiranias.